# Lorenz-kurve
Lorenz-kurven er en kurve, der beskriver uligheden i fx en indkomst- eller formuefordeling i et samfund. Kurven fremstilles ved at afbilde den kumulerede fordeling i et koordinatsystem. Ved en helt ligelig fordeling vil kurven følge en diagonal; ved en meget ulige fordeling vil kurven følge førsteaksen og sent hæve sig.
Graden af ulighed udregnes med gini-koefficienten, som er defineret som arealet mellem diagonalen og lorenzkurven i forhold til trekanten under diagonalen.